# Reiner Frieske
Reiner Frieske (* 11. Oktober 1940 in Lommatzsch) ist ein ehemaliger deutscher Handballtorwart.
Der 1,84 Meter große Frieske spielte beim ASK Vorwärts Berlin und nach dessen Verlegung nach Frankfurt/Oder beim ASK Vorwärts Frankfurt. Mit seiner Mannschaft wurde er 1964 DDR-Meister.
Der Torwart spielte in der Handballnationalmannschaft der Deutschen Demokratischen Republik (DDR). Er stand im Aufgebot des Deutschen Handballverbands der DDR bei der Weltmeisterschaft (WM) 1964, der WM 1967, der WM 1970 (2. Platz) sowie bei Olympia 1972.